# Monte General Ponce
Il Monte General Ponce  è una montagna alta 1 417  metri  sul livello del mare, e appartiene alla Cordillera Darwin nell'arcipelago della Isola Grande della Terra del Fuoco, nella Regione di Magellano e dell'Antartide Cilena. 

## Geografia
Il Cerro General Ponce è situato nel settore occidentale della Cordillera Darwin, una corta catena montuosa cilena coperta da ghiacciai, interamente compresa nel parco nazionale Alberto de Agostini, che occupa la porzione sud-occidentale dell'Isola Grande. La catena costituisce il segmento più meridionale della cordigliera andina, e in essa si trovano le più alte cime dell'intero arcipelago della Terra del Fuoco. Il monte è ricoperto da ghiaccio e si estende dal monte Sarmiento al monte Bove, delimitando il canale di Beagle a sud e lo stretto di Almirantazgo a nord. 

## Alpinismo
I primi resoconti di ascensioni nella regione della Terra del Fuoco risalgono all'inizio del XX secolo ascrivibili al missionario, etnografo e scrittore Alberto Maria de Agostini. Dopo due viaggi esplorativi nella Terra del Fuoco nel 1910, De Agostini completò quattro importanti spedizioni tra il 1913 e il 1915, durante le quali effettuò due audaci ma infruttuosi tentativi sul Monte Sarmiento. Indicò anche per la prima volta sulle mappe i fiordi di Contraalmirante Martinez e Pigafetta e le autorità cilene alla fine ribattezzarono quest'ultimo Fiordo De Agostini. Il suo nome è anche dato al parco nazionale cileno che oggi comprende gran parte della Cordigliera Darwin. Nel 1937 si svolse una straordinaria spedizione tedesca sulla Cordillera Darwin: gli alpinisti tedeschi Hans Teufel e Stefan Zuck furono i primi a raggiungere alcune delle vette principali, tra cui la prima salita del Monte General Ponce, in seguito rivendicata come prima salita da John Earle, che la chiamò Cerro Caledonia, e la straordinaria prima salita del Cerro Italia (2 062 metri), all'estremità sud-orientale della catena.